# Иргл, Збынек
Збы́нек Иргл (чеш. Zbyněk Irgl; род. 29 ноября 1980, Острава) — чешский хоккеист, левый нападающий. Завершил карьеру в 2022 году.

## Биография
Родился 29 ноября 1980 года в городе Острава в Чехословакии.
Воспитанник местного клуба «Витковице». С 15 лет выступал за юношескую команду, а в 1998—2007 годах — за взрослую.
В 2007—2010 годах выступал за ярославский «Локомотив». После того, как «Локомотив» неожиданно отказался заключать с ним новый контракт, год играл за мытищинский «Атлант». В 2011 году подписал годичный контракт с минским «Динамо». Весной 2012 года заключил с клубом новое соглашение, рассчитанное на два года.
В августе 2014 году подписал контракт с клубом «Оцеларжи». В ноябре 2014 года врачи обнаружили у Иргла опухоль почки. В начале декабря 2014 года была проведена операция по удалению почки. 4 апреля 2015 года провёл первый матч после операции.
По ходу сезона 2017/18 перешёл в команду «Оломоуц». В начале декабря 2018 года был лучшим снайпером Экстралиги, был признан лучшим хоккеистом ноября. Сезон 2020/21 провёл в родном «Витковице».
Также выступал за сборную Чехии. В составе сборной главным его достижением стала серебряная медаль чемпионата мира 2006 года. 18 мая 2006 года в матче 1/4 финала забросил решающую шайбу в овертайме игры со сборной России.

## Достижения
- Чемпион мира среди молодёжных команд (2000), серебряный призёр чемпионата мира (2006).
- Чемпион Швейцарии (2007), серебряный призёр чемпионата Чехии (2002, 2015), серебряный призёр чемпионата России (2008, 2009, 2011), бронзовый призер чемпионата Чехии (2001).
- Лучший снайпер плей-офф Чемпионата Швейцарии (2007), лучший снайпер плей-офф чемпионата России (2008).
- Включён в символическую сборную Кубка Первого канала (2008).
- Участник матча звёзд КХЛ (2012).

## Статистика
| Легенда | Легенда                    | Легенда | Легенда                   | Легенда | Легенда    |
| ------- | -------------------------- | ------- | ------------------------- | ------- | ---------- |
| И       | Количество проведённых игр | Штр     | Штрафное время            | +/−     | Плюс-минус |
| Г       | Голы                       | П       | Голевые передачи          | О       | Очки       |
| -       | Статистика неизвестна      | —       | Статистика не учитывалась |         |            |

### Клубная карьера
- a В этом сезоне в «Плей-офф» учитывается статистика игрока в Кубке Надежды.

## Семья
Женат на русской девушке Ирине Викториной. Это его вторая жена, у них есть дочь.
С первой женой Павлой Иргл разошёлся в 2010 году, у них два ребёнка (близнецы Денис и Патрик).